# الدوري التشيلي لكرة القدم 2008
الدوري التشيلي لكرة القدم 2008 (بالإسبانية: Torneo Apertura 2008)‏ هو الموسم 76 من الدوري التشيلي لكرة القدم. كان عدد الأندية المشاركة فيه 20، وفاز فيه إيفرتون دي فينا ديل مار.